# Phare de Babac
Le phare de Babac (en croate : Svjetionik Otočić Babac) est un feu actif situé sur l'îlot de Babac près de l'île Pašman dans le Comitat de Zadar en Croatie. Le phare est exploité par la société d'État Plovput.

## Histoire
Le phare a été construit en 1874 sur le côté ouest de l'îlot Babac. L'îlot se trouve au milieu du canal de Pašman dont il marque le passage. La maison des gardiens se trouve à proximité.
Le phare est toujours pourvu d'un gardien qui entretient les phares avoisinants. Il est automatisé et fonctionne à l'énergie solaire.

## Description
Le phare  est une tour cylindrique en pierre grise de 6 m de haut, avec galerie et balise blanche attachée à un petit local technique en pierre d'un étage. Il émet, à une hauteur focale de 7 m, deux éclats blancs toutes les 5 secondes. Sa portée est de 10 milles nautiques (environ 19 km) pour le feu principal et 7 milles nautiques (environ 13 km) pour le feu de veille.
Identifiant : ARLHS : CRO-... - Amirauté : E3180 - NGA : 13032.

## Caractéristiques dufeu maritime
Fréquence : 5s (W-W)
- Lumière : 0.5 seconde
- Obscurité : 1 seconde
- Lumière : 0.5 seconde
- Obscurité : 3 secondes

|                  |
| Chenal de Pašman |

|                  |
| Les îles croates |

### Lien connexe
- Liste des phares de Croatie